# Keystone B-5
Keystone B-5 là một loại máy bay ném bom hạng nhẹ chế tạo cho Quân đoàn Không quân Lục quân Hoa Kỳ vào đầu thập niên 1930.

## Biến thể
LB-14
Y1B-5
B-5A

## Quốc gia sử dụng
United States
- Quân đoàn Không quân Lục quân Hoa Kỳ

## Tính năng kỹ chiến thuật (B-5A)
Đặc điểm tổng quát
- Kíp lái: 5
- Chiều dài: 48 ft 10 in (14,9 m)
- Sải cánh: 74 ft 8 in (22,8 m)
- Chiều cao: 15 ft 9 in (4,8 m)
- Diện tích cánh: 1.145 ft² (106,4 m²)
- Trọng lượng rỗng: 7.705 lb (3.945 kg)
- Trọng lượng có tải: 12.952 lb (5.875 kg)
- Trọng lượng cất cánh tối đa: lb (kg)
- Động cơ: 2 × Wright R-1750-3, 525 hp (392 kW)  mỗi chiếc

 Hiệu suất bay 
- Vận tốc cực đại: 111 mph (97 kn, 179 km/h)
- Vận tốc hành trình: 98 mph (86 kn, 160 km/h)
- Tầm bay: 815 mi (707 nmi, 1.310 km)
- Trần bay: 14.000 ft (4.270 m)
- Tải trên cánh: 273,3 lb/f² (52,22 kg/m²)
- Công suất/trọng lượng: 0,0810 hp/lb (133 W/kg)

Trang bị vũ khí

- Súng: 3 × súng máy Browning.30 in (7,62 mm)
- Bom: 2.500 lb (1.100 kg); 4.000 lb (1.800 kg)